# Colberg (Schiff)
Die Colberg war ein preußisches Festungswachtschiff in den Jahren 1812 und 1813.
Nachdem Frankreich 1812 in Vorbereitung seines Krieges gegen Russland Preußen zu einem Bündnis gezwungen hatte, beschloss die preußische Regierung, für die befestigten und nicht von Frankreich besetzten Ostsee-Festungen Kolberg und Pillau je ein Festungswachtschiff zu beschaffen. Dies wurde durch den preußischen Staatskanzler Karl August von Hardenberg am 20. April 1812 bewilligt. Tatsächlich erhielt Pillau kein Schiff, so dass das Kolberger Festungswachtschiff das einzige seiner Art war.
Für Kolberg wurde die aus Swinemünde stammende Quatze Speculant beschafft und in Colberg umbenannt. Das Schiff war 11,92 Meter lang und 4,08 Meter breit. Als Bewaffnung erhielt es zwei Kanonen. Die Besatzung bestand aus einem Befehlshaber, drei Seeleuten, sowie drei Artillerie- und fünf Infanteriesoldaten der Kolberger Garnison. „Befehlshaber“ (nicht „Kommandant“, da er kein Offizierspatent besaß) wurde der Kapitän Johann Friedrich Schultz. Er erhielt seine Bestallung unter dem 2. September 1812. 
Das Schiff wurde als Vorpostenschiff eingesetzt, um die Festung Kolberg über feindliche, englische, schwedische und russische Schiffe zu informieren, und nahm an der Durchsetzung der Kontinentalsperre teil. Mit Beginn der Befreiungskriege nach der Niederlage Napoleons in Russland setzte Preußen die Colberg ab dem 29. März 1813 bei der Einschließung der seit 1806 von französischen Truppen besetzten Hafenstadt Stettin ein. Sie gehörte zu einer Flottille preußischer und zeitweise auch schwedischer Schiffe auf dem Dammschen See. Die französischen Truppen in Stettin kapitulierten am 21. November 1813.
Mitte Dezember 1813 wurde die Colberg als Festungswachtschiff außer Dienst gestellt. Bis Ende 1815 wurde sie noch als sogenanntes Hafenwachtschiff eingesetzt. Ende 1816 wurde sie in Stettin versteigert.